# Atolinga
Atolinga là một đô thị thuộc bang Zacatecas, México. Năm 2005, dân số của đô thị này là 2738 người.